# جايمي بينتو برافو
جايمي بينتو برافو (بالإسبانية: Jaime Pinto)‏ هو لاعب كرة مضرب تشيلي، ولد في 9 أكتوبر 1939 في تشيلي.

## وصلات خارجية
- جايمي بينتو برافو على موقع رابطة محترفي التنس (الإنجليزية)
- جايمي بينتو برافو على موقع الاتحاد الدولي لكرة المضرب (الإنجليزية)
- جايمي بينتو برافو على موقع كأس ديفيز (الإنجليزية)
- جايمي بينتو برافو على موقع بطولة ويمبلدون (الإنجليزية)
- جايمي بينتو برافو على موقع خلاصة التنس.كوم (الإنجليزية)